# Dos Aguas
Dos Aguas è un comune spagnolo di 448 abitanti situato nella comunità autonoma Valenciana.